# Shicheng, Yun'an
Shicheng (kinesiska: 石城) är en köping i sydöstra Kina. Den ligger i stadsdistriktet Yun'an i staden Yunfu i provinsen Guangdong, omkring 140 kilometer väster om provinshuvudstaden Guangzhou.